# Херардо Паділья
Херардо Паділья (народився 23 березня 1959) — мексиканський дзюдоїст. Брав участь у літніх Олімпійських іграх 1976, 1980 та 1984 років.